# Ieng Thirith

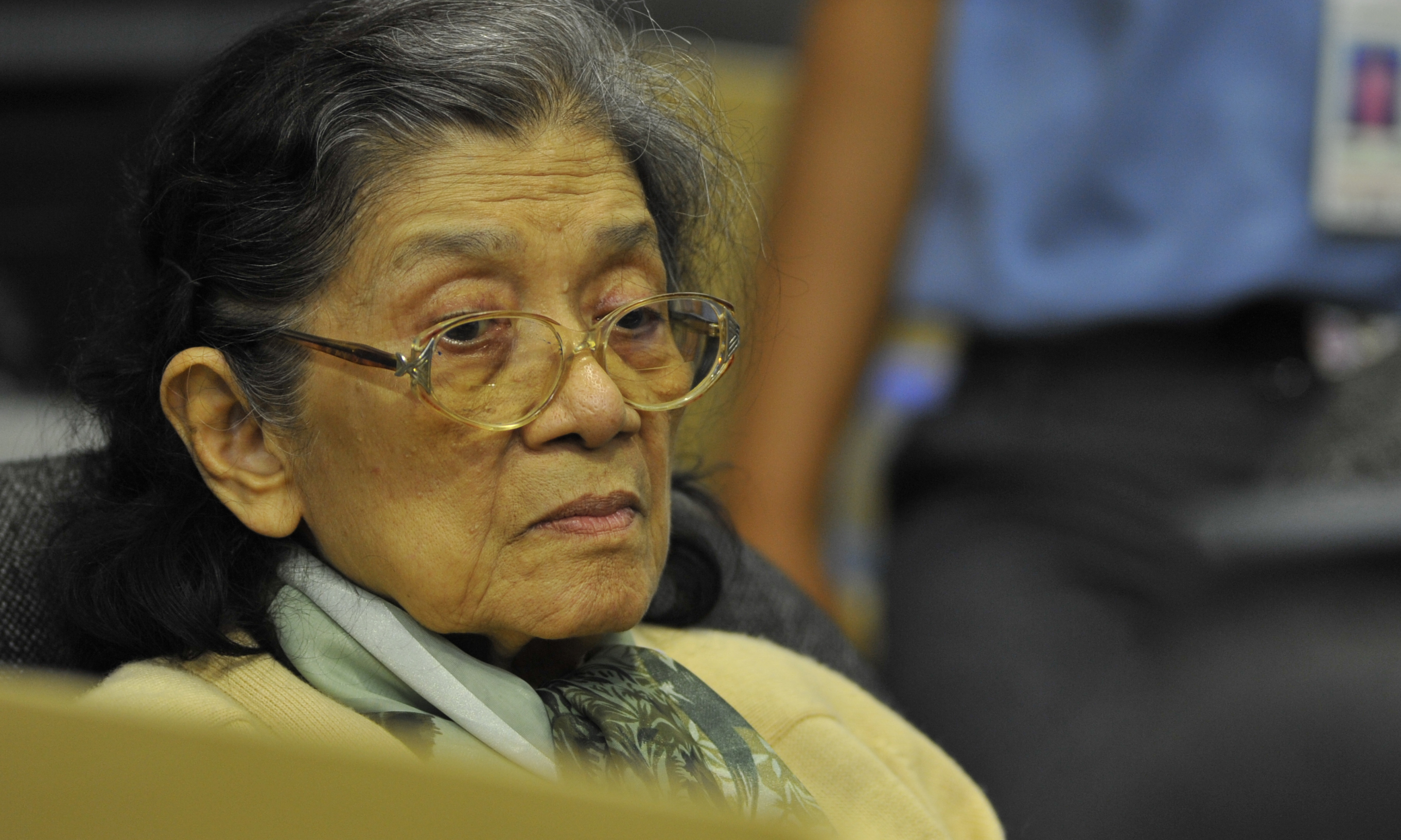
Ieng Thirith (2011).

Ieng Thirith, född 10 mars 1932 i Battambang-provinsen i västra Kambodja, död 22 augusti 2015 i Pailin, var en kambodjansk röda khmer-politiker. Hon var medlem av röda khmerernas centralkommitté och under deras styre i landet 1975–1979 innehade hon tjänsten som socialminister. Hon var syster till Khieu Ponnary och därmed svägerska till Pol Pot. Som hustru till utrikesministern blev hon under röda khmer-eran känd som röda khmerernas "First Lady". 2007 arresterades hon tillsammans med sin man Ieng Sary; de misstänktes för krigsbrott och brott mot mänskligheten.